# 拉瓦爾品第車站
拉瓦爾品第車站位於巴基斯坦拉瓦爾品第，啟用於1881年英國統治時期，是旁遮普北部國家鐵路的一部分。英國人在拉瓦爾品第了連接拉合爾和白沙瓦這兩個最重要貿易中心的火車軌道。1886年，旁遮普北部國家鐵路與其他鐵路網合併，形成了西北國家鐵路。現今該站是喀拉蚩－白沙瓦鐵路線上的幾個主要站點之一。